# Marischal Museum
Marischal Museum var et museum i Aberdeen, Skotland, der var specialiseret i antropologi og genstande fra kulturer i hele verden. Museet var en del af University of Aberdeen, og var indrettet på Marischal College, i en nygotisk bygning, der skulle være en af de største granitbygninger i verden. Det lukkede i 2008 grundet ombygninger, og i stedet åbnede man det langt mindre King's Museum for at lade offentligheden for adgang til en del af samlingen på Marischal Museum, der i dag blot driver universitets samling og er åben for forskere.